# Park Narodowy „Hołosijiwski”
Park Narodowy „Hołosijiwski” (ukr. Національний природний парк «Голосіївський») – park narodowy w Ukrainie, położony w całości w granicach administracyjnych Kijowa. Jest to jedyny taki park w kraju i jeden z nielicznych na świecie, który znajduje się w całości na obszarze metropolii.

## Historia
Park został utworzony 27 sierpnia 2007 na mocy dekretu Prezydenta Ukrainy (nr 794/2007) na powierzchni 4525,52 ha w rejonie Hołosijiwski miasta Kijowa. Głównym celem powołania parku było zachowanie i odtwarzanie unikalnych ekosystemów strefy leśno-stepowej oraz Polesia Kijowskiego, mających znaczenie przyrodnicze, naukowe, rekreacyjne i zdrowotne. W 2014 obszar parku został rozszerzony o 6462,62 ha na mocy dekretu prezydenckiego nr 446/2014.
Całkowita powierzchnia parku wynosi obecnie 10 988,14 ha, z czego 1888,18 ha pozostaje w stałym użytkowaniu administracji parku. Park podlega Ministerstwu Ochrony Środowiska i Zasobów Naturalnych Ukrainy.
Podczas rosyjskiego ataku na Kijów w 2022 ucierpiała część parku. Na podstawie przeprowadzonych inspekcji terenowych w dostępnych i bezpiecznych dla pracowników Parku fragmentach lasu, wartość zidentyfikowanych zniszczeń i uszkodzeń drzewostanów oszacowano na 2 813 063 hrywien, co stanowło wówczas równowartość 70 326,575 euro.  W latach 2022–2023 wielokrotnie odnotowano upadki szczątków amunicji zaporowej, pocisków manewrujących typu Х-101/555 oraz rakiet balistycznych Х-47 „Kindżał”.

## Położenie
Park Narodowy „Hołosijiwski” położony jest na prawym brzegu Dniepru, w granicach administracyjnych miasta Kijowa. Park składa się z kilku odrębnych kompleksów leśnych o zróżnicowanej powierzchni, położonych na terenie trzech dzielnic Kijowa: Hołosijiw, Swiatoszyn oraz Obołoń.
Zgodnie z dekretem Prezydenta Ukrainy z dnia 27 sierpnia 2007 r. nr 794, park został utworzony na powierzchni 4525,52 ha w obrębie dzielnicy Hołosijiw. W kolejnych latach, na mocy dekretu Prezydenta z dnia 1 maja 2014 r. nr 446/2014, terytorium parku zostało powiększone o dodatkowe 6462,62 ha gruntów.
W rezultacie łączna powierzchnia Parku Narodowego „Hołosijiwski” wynosi obecnie 10 988,14 ha, z czego:
- 1888,18 ha to grunty przekazane w stałe użytkowanie administracji parku (decyzja Rady Miejskiej Kijowa z 26.01.2012, nr 69/7406),
- 9099,96 ha to tereny włączone do parku bez zmiany właściciela lub użytkownika[3].

### Struktura przestrzenna i strefy parku
Pod względem rozmieszczenia przestrzennego, park składa się z kilku osobnych kompleksów leśnych:
1. Las Hołosijiwśkyj (z parkiem im. Maksyma Rylskiego) – centralna część parku.
2. Uroczysko „Teremky.”
3. Uroczysko „Byczok”.
4. Południowa część parku (uroczysko „Lisnyky” oraz tereny na południe od dzielnicy Koncza-Zaspa).
5. Masyw Swiatoszynśko-Biliczanśkyj[3].

## Flora

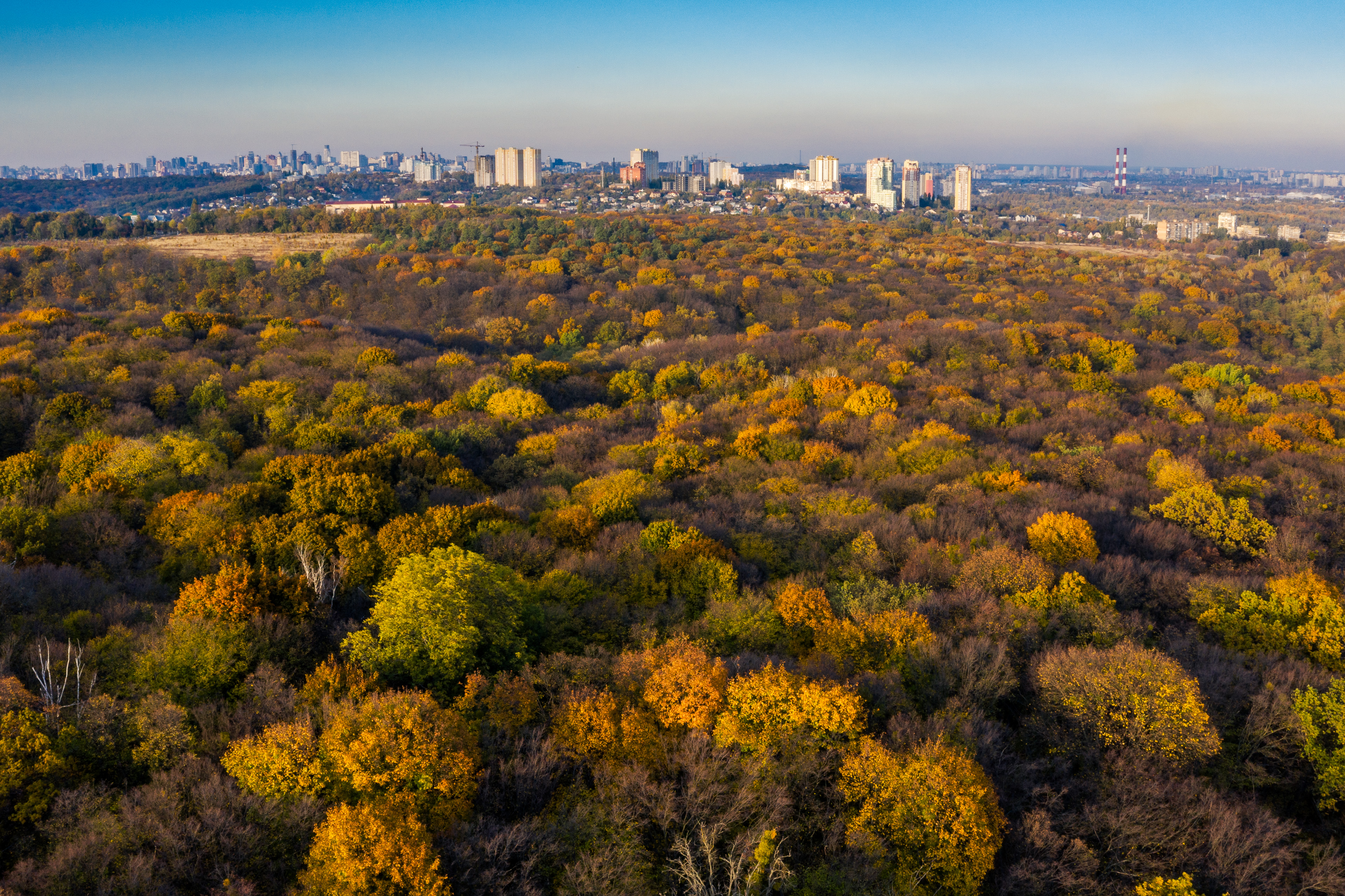
Las Hołosijiwski widziany z góry (2019)

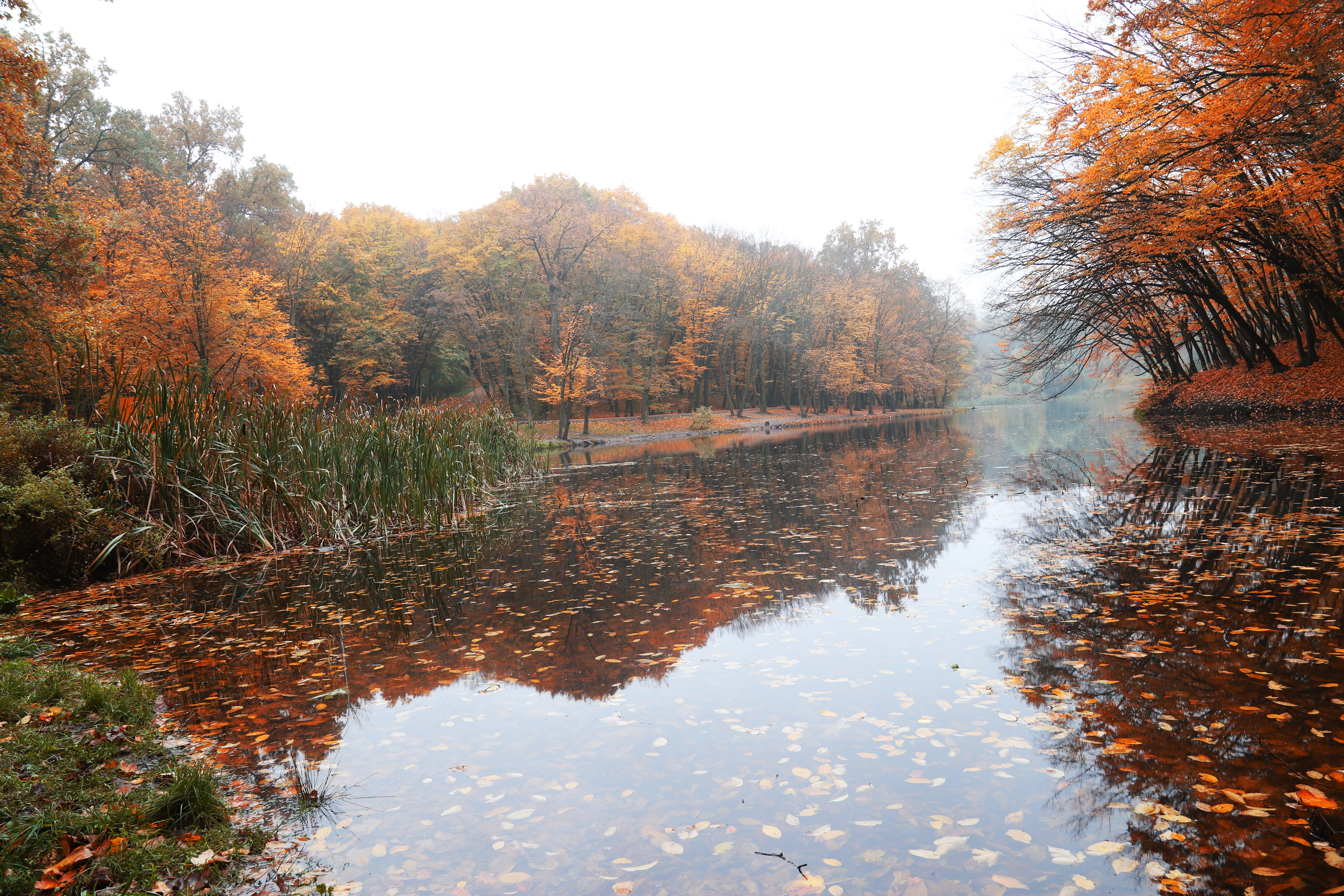
Jeziora na terenie parku jesienią (2017)

W Parku Narodowym „Hołosijiwski” prowadzone są systematyczne prace inwentaryzacyjne dotyczące różnorodności gatunkowej flory i fauny. Najlepiej przebadaną częścią parku jest obszar reprezentujący północną strefę leśno-stepową. Na podstawie badań prowadzonych przez naukowców parku, na tym terenie stwierdzono występowanie 752 gatunków rodzimych wyższych roślin naczyniowych, 150 gatunków roślin uprawnych pozbawionych zdolności do naturalnej regeneracji oraz 155 gatunków mszaków.
Zgodnie z danymi pochodzącymi z literatury naukowej, zbiorów zielnikowych oraz badań terenowych, wykazano obecność 40 gatunków roślin objętych ochroną na mocy Czerwonej księgi Ukrainy, z czego stanowiska 29 z nich zostały potwierdzone we współczesnych obserwacjach. Ponadto zinwentaryzowano ponad 70 gatunków roślin uznanych za regionalnie rzadkie. Inwentaryzacja gatunkowa została również rozpoczęta na terenie kompleksu leśnego Swiatoszynśko-Biliczanśkyj.

## Fauna
Świat zwierzęcy Parku Narodowego „Hołosijiwski” charakteryzuje się dużym zróżnicowaniem. Na jego obszarze stwierdzono występowanie 192 gatunków kręgowców, w tym: 21 gatunków ryb, 11 gatunków płazów, 7 gatunków gadów, 108 gatunków ptaków oraz 45 gatunków ssaków. Fauna bezkręgowców obejmuje około 600 gatunków, w tym 33 gatunki mięczaków, 17 gatunków roztoczy galasowych oraz 506 gatunków owadów.
Spośród zidentyfikowanych gatunków 150 kręgowców i 27 owadów posiada status ochronny na poziomie międzynarodowym, krajowym lub regionalnym. Do Czerwonej księgi IUCN wpisano 9 gatunków (4 kręgowce i 5 owadów), do Europejskiej Czerwonej Listy – 14 gatunków (4 kręgowce i 10 owadów), do Czerwonej księgi Ukrainy – 36 gatunków (20 kręgowców i 16 owadów). Ponadto 154 gatunki (149 kręgowców i 5 owadów) są objęte ochroną na mocy Konwencji Berneńskiej, 47 gatunków kręgowców znajduje się na listach Konwencji Bońskiej, a 11 – Konwencji Waszyngtońskiej (CITES). Dwa gatunki owadów są wpisane do Czerwonej księgi dziennych motyli Europy, a 11 gatunków (10 kręgowców i 1 owad) uznaje się za regionalnie rzadkie i objęte ochroną zgodnie z obowiązującym wykazem gatunków chronionych na terenie miasta Kijowa.

## Kultura i zabytki

### Obiekty archeologiczne

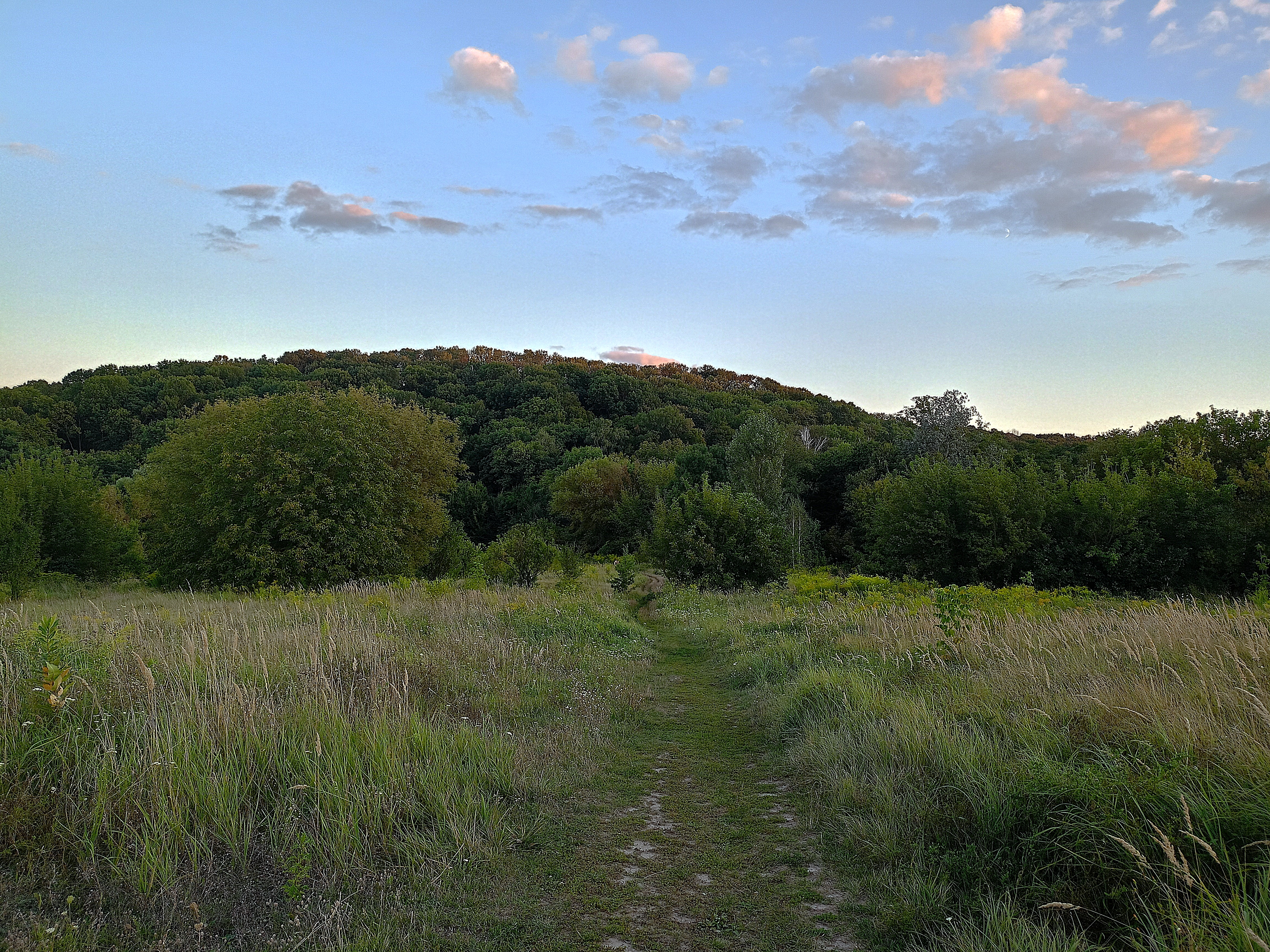
Tereny wykopalisk archeologicznych (2024)

W obrębie parku oraz w jego sąsiedztwie odkryto grodziska różnych kultur, osady z epoki brązu, okresu scytyjskiego i wczesnej epoki żelaza, a także pozostałości dawnych wałów i kilka staroruskich osad i grodzisk – w tym wyróżniające się grodzisko w Kytajiwie.
Grodzisko i kurhanowy cmentarz w Kytajiwie (IX–XIII w.) to zabytek dziedzictwa kulturowego o znaczeniu narodowym, położony w centralnej części parku. Według niektórych badaczy mogło się tu znajdować zaginione po najazdach tatarskich miasto Peresiecz. Osada średniowieczna składała się z umocnionego grodziska na wzgórzach oraz osady na niższym brzegu potoku Kytajiwskiego. Na wzgórzach prawego brzegu zachowały się także kurhany, które według naukowców mogą sięgać jeszcze okresu przedchrześcijańskiego. Całość stanowi spójny kompleks archeologiczny o dużym potencjale turystycznym, zwłaszcza w połączeniu z sąsiadującym zespołem klasztornym Świętej Trójcy z XVIII–XX wieku.
W południowej części parku, w pobliżu uroczyska „Lisnyky”, ekspedycja Instytutu Archeologii Narodowej Akademii Nauk Ukrainy odkryła w 2007 cały zespół stanowisk archeologicznych różnych epok – tzw. Hołosijiwski Kompleks Archeologiczny. Znalezione artefakty liczone są w tysiącach i zostały przekazane do zbiorów muzealnych. Niestety, prowadzona tam intensywna działalność gospodarcza i parcelacja gruntów poważnie utrudniają dalsze badania.

### Obiekty sakralne
Do najważniejszych zabytków sakralnych w sąsiedztwie parku należą klasztory Pustelnia Gołosiejewska i Monaster Świętej Trójcy, bezpośrednio przylegające do jego granic.
W obrębie parku znajdują się również starodawne jaskinie w pobliżu klasztoru Kytajiwskiego – częściowo odrestaurowane i udostępnione zwiedzającym.

### Inne zabytki i obiekty dziedzictwa
W bliskim sąsiedztwie parku znajdują się m.in.:
- Główne Obserwatorium Astronomiczne Narodowej Akademii Nauk Ukrainy – założone w 1944 w samym sercu Hołosijiwskiego Lasu, działa do dziś i posiada własne muzeum.
- Narodowy Uniwersytet Biozasobów i Zarządzania Naturą Ukrainy[8] – z zespołem budynków w stylu ukraińskiego neobaroku.
- Narodowy Kompleks Wystawienniczy „Expocenter Ukrainy” (VDNG) – dawna wystawa osiągnięć gospodarczych, dziś nowoczesna przestrzeń eventowa, licząca 180 budynków, z czego 20 to zabytki[9][10].
- Dom letniskowy Mychajła Hruszewskiego – przywódcy Ukraińskiej Republiki Ludowej, znajdujący się w Kytajiwie.
- Zabudowania dawnego Instytutu Sadownictwa, założonego przez rodzinę Semirenko.
- Poczta i karczma z XIX wieku przy trasie Kijów–Żytomierz, w stylu neogotyckim.
- Wille i domy letniskowe w Puszczy-Wodycy, z końca XIX wieku – część z nich to obecnie zabytki, choć wiele uległo zniszczeniu[6].

### Dziedzictwo militarne
W południowej części parku zachowały się również fragmenty Kijowskiego Rejonu Umocnionego (KyUR) – systemu umocnień z lat 1929–1941, złożonego z linii bunkrów, okopów i wałów. Na terenie parku można znaleźć m.in. bunkry z 14. batalionowego sektora.